# NGC 1012
NGC 1012 je galaksija u zviježđu Ovan.

## Vanjske poveznice
- SEDS: NGC 1012